# Туркали
Туркали (чечен. Ткъуйсте, Ткъуйистие) — покинутое селение (аул) в Галанчожском районе Чечни.

## География
Ближайшие развалины: на юге — Кеймехки, на севере — Ялхорой, на северо-востоке — Галанчож.

## История
Чеченский исследователь-краевед, педагог и народный поэт А. С. Сулейманов, писал, что Ткъуйистие (Ткуйистие) — является древнейшей частью Аьккха (в черте аула), где в давние времена находилось культовое святилище, посвященное языческому богу Ткъа.
Б. Далгат в своей работе «Первобытная религия чеченцев и ингушей» сообщает, что «возле аулов Вовги и Туркали находится памятник с крестами из лепестков на камне и изображением человеческой фигуры».
Селение было покинуто в период высылки чеченцев в 1944 году. После восстановления Чечено-Ингушской АССР чеченцам было запрещено возвращаться в свои исконные районы: Галанчожский, Шатойский и Итум-Калинский.